# De kat van Karabas
De kat van Karabas is een  stripverhaal uit de reeks van Jerom, uitgegeven door de Standaard Uitgeverij in 1984.

## Locaties
- Clubhuisje van Dolly, Astroid[1], Karabasplaneet, kasteel van Karabas, grot, Kattenberg

## Personages
- Jerom, Dolly, kinderen, Bartje, Astrotol, markies, markiezin, baby, gelaarsde kat, landbouwers, bediende, Tybaert en andere katten, kattenanger, Minou,

## Het verhaal
Jerom neemt een toverlantaarn mee naar het clubhuisje van Dolly en vertelt de kinderen het verhaal van de gelaarsde kat. De kinderen willen weten hoe het na het slot van dit verhaal verdergaat. Dolly wil op onderzoek, maar maakt de toverlantaarn per ongeluk stuk. Jerom is boos en wil haar niet meenemen. Dolly neemt die nacht stiekem de tijmtrotter mee, maar vernielt het dak van de hangar van Jerom. Als ze bijna neerstort, komt Jerom tevoorschijn. Hij had al verwacht dat Dolly zoiets zou doen. Dan storten ze neer op de Astroid en Dolly praat bij met Astrotol, terwijl Jerom de tijmtrotter repareert. Astrotol en Dolly zien in een kristallen bol dat de gelaarsde kat het kasteel van Karabas heeft verlaten, omdat hij geen aandacht meer kreeg nadat zijn baasjes een baby hebben gekregen. Dolly en Jerom vliegen naar de Karabasplaneet en ontmoeten de gelaarsde kat, die vertelt dat hij naar de Kattenberg afreist.
Dolly en Jerom gaan naar het kasteel van Karabas. In een boek staat de plek van de Kattenberg genoemd, maar Dolly gooit het boek per ongeluk in de haard. Jerom besluit terug te vliegen naar Astroid om daar de plek van de Kattenberg te achterhalen. Inmiddels is de gelaarsde kat aangekomen bij de Kattenberg en ontmoet de andere katten. Hij hoort van Tybaart dat de katten worden bedreigd door de kattenvanger. Hij heeft Tybaert's dochter Minou ontvoerd en de gelaarsde kat gaat haar zoeken. De kattenvanger wordt tijdelijk verslagen en Minou wordt bevrijdt, waarna de gelaarsde kat zijn geschiedenis vertelt. De kattenvanger wil dan het kasteel van Karabas in bezit nemen en gaat op weg. Minou wordt verliefd op de gelaarsde kat. Tybaert keurt een huwelijk tussen de twee geliefden goed.
De kattenvanger gaat naar het paleis van Karabas en doet alsof hij de broer is van de reus die ooit de eigenaar was. Dolly kan hem uit het kasteel werken, maar de markies is gewond geraakt. 's Nachts tovert de kattenvanger rabauwen tevoorschijn met toverpoeder en Dolly kan ze met een bombarde verslaan, maar schiet zichzelf per ongeluk op een kanonskogel weg. De kattenvanger tovert nieuwe rabauwen tevoorschijn en de markies en de markiezin vluchten met hun baby de toren in. Dolly komt toevallig bij de Kattenberg terecht en vertelt de gelaarsde kat wat er aan de hand is, waarop de gelaarsde kat besluit te helpen. Dan komt ook Jerom terug met de tijmtrotter. Ook Astrotol tovert zichzelf naar de planeet van Karabas om te helpen en hij tovert de rabauwen om in grote katten. De kattenvanger wordt verslagen en de markies en markiezin vragen of Minou bij de gelaarsde kat op het kasteel komt wonen. 
Dolly en Jerom brengen Astrotol terug naar Astroid en vliegen daarna naar huis. De volgende dag vertelt Dolly de kinderen wat er is gebeurd. De kinderen hebben geld bijeen gelegd en hebben een nieuwe toverlantaarn voor Jerom gekocht. Hij is er blij mee. Dan hoort Jerom dat de kinderen Dolly erg geëmancipeerd vinden, omdat ze alleen gevlogen heeft in de tijmtrotter. Jerom neemt Dolly dan mee en laat haar het dak van zijn hangar repareren.